# عزرا بيرنهام
عزرا بيرنهام (بالإنجليزية: Ezra Burnham) هو عداء سريع باربادوسي، ولد في 4 أبريل 1947 في سانت جيمس، بربادوس ‏ في باربادوس، وتوفي في 17 فبراير 1973 في رالي في الولايات المتحدة.

## وصلات خارجية
- عزرا بيرنهام على موقع أوليمبيديا (الإنجليزية)
- عزرا بيرنهام على موقع اتحاد ألعاب الكومنولث (مؤرشف) (الإنجليزية)